# 刘新国
刘新国（1962年—），河北隆化人，蒙古族，中华人民共和国政治人物、全国人民代表大会山东地区代表。
毕业于中国科学院数学专业。加入中国民主同盟。2008年起担任全国人大代表。2013年，担任全国人大代表。